# 谢尔盖·亚历山德罗维奇

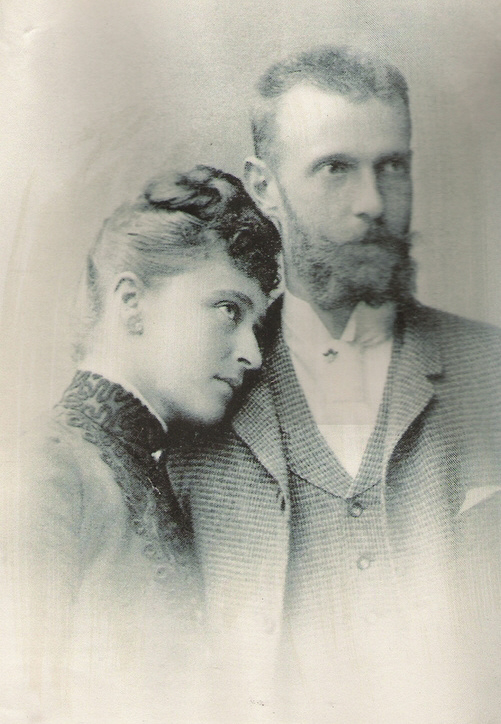
谢尔盖·亚历山德罗维奇和妻子

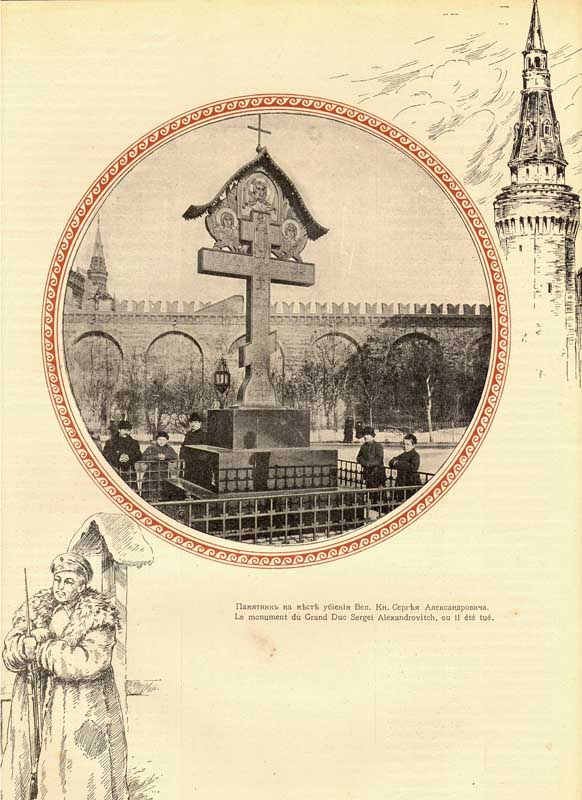
谢尔盖·亚历山德罗维奇墓地十字架

谢尔盖·亚历山德罗维奇大公（俄语：Сергей Александрович，1857年5月11日—1905年2月17日）是俄罗斯帝国王子，俄罗斯帝国皇帝亚历山大二世和玛丽亚·亚历山德罗芙娜之子，沙皇亚历山大三世之弟。他是俄罗斯帝国的一个较有影响力的人物。他于1891年到1905年间担任莫斯科总督，后来在克里姆林宫被社会革命党战斗组以炸弹暗杀。